# Joseph Whitehill
Joseph Whitehill junior (* 30. Dezember 1786 im Lancaster County, Pennsylvania; † 1. November 1861 in Columbus, Ohio) war ein US-amerikanischer Farmer und Politiker. Er saß in der Ohio General Assembly und war von 1835 bis 1847 Treasurer of State von Ohio.

## Werdegang
Joseph Whitehill junior, Sohn von Mary Kennedy und Joseph Whitehill († 1808), wurde ungefähr drei Jahre nach dem Ende des Unabhängigkeitskrieges im Lancaster County geboren. Im Alter von 14 Jahren, 1800, zog die Familie nach Virginia und ließ sich dort in der Nähe von Fincastle (Botetourt County) nieder. Als sein Vater dann 1808 verstarb, übernahm Whitehill die Verantwortung für seine Familie: sechs Schwestern und einen Bruder. Während des Britisch-Amerikanischen Krieges diente er als Lieutenant in einer Milizenkompanie vom Botetourt County. Er half bei der Verteidigung von Norfolk (Virginia) vor den Briten. Als der Captain seiner Kompanie fiel, übernahm er dort das Kommando. Nach dem Ende des Krieges zog die Familie nach Warren County (Ohio), nördlich von Cincinnati. Sie kamen 1815 im County an, ließen sich zuerst in der Nähe der Town Waynesville nieder, zogen dann aber näher an Lebanon, dem County Seat. Er war wegen Rheumas gezwungen seine Tätigkeit als Farmer aufzugeben. Daraufhin zog er in die Town Lebanon, wo er in der Folgezeit Fracht zwischen Lebanon und Cincinnati transportierte. Er besaß eine eigene Getreidemühle an der Schleuse 3 des Warren County Kanals südwestlich von Lebanon.
1826 wurde er zum Sheriff im Warren County gewählt. Er bekleidete den Posten von 1826 bis 1830 zwei zweijährige Amtszeiten lang. Danach erwarb er eine Farm drei Meilen nördlich von Lebanon im Turtlecreek Township. 1830 wurde er in das Repräsentantenhaus von Ohio gewählt. Er wurde dreimal infolge wiedergewählt und diente vier aufeinander folgende einjährige Amtszeiten. Danach wurde er 1834 zum Treasurer of State von Ohio gewählt. Er wurde dreimal wiedergewählt und diente vier aufeinander folgende dreijährige Amtszeiten. Nach dem Ende seiner letzten Amtszeit verblieb er in Columbus. Whitehill hat niemals geheiratete und lebte dort mit seiner unverheirateten Schwester Jane.
Mit Landspekulationen kam er zu Wohlstand, verlor aber sein Vermögen wieder infolge der Pleite von mehreren Unternehmen, in welche er sein Geld investierte. Josiah Morrow, ein Historiker aus Warren County schrieb über ihn folgendes:

„Mr. Whitehill was not a man of much knowledge of the sort that is derived from books, he having had but little time for the acquisition of that kind of knowledge in his early life, which was one of labor and activity, rendered necessary by reason of the responsibilities imposed upon him . . . . But he was a man of strong sense and sound judgement. His disposition was frank and generous, and his manners were popular. He enjoyed in an eminent degree the affection of his relatives and friends, and the respect and esteem of his acquaintances.“

Zwei Monate vor seinem 75. Geburtstag starb er in Columbus. Er und seine Schwester sind dort auf dem Green Lawn Cemetery beigesetzt. Die Friedhofsaufzeichnungen zeigen auf, dass er am 1. November 1861 verstarb.